# Hovhannès Savadjian
Hovhannès Savadjian (en arménien : Հովհաննես Սվաճյան ; en bulgare : Ованес Съваджъян) est un opérateur télégraphique bulgaro-arménien né en 1844 à Odrin et mort en 1906 à Svogué. Il est connu pour avoir sauvé du massacre la ville de Pazardjik, dont il deviendra ensuite le maire.

## Biographie
Issu de la communauté arménienne de Bulgarie, il né en 1844 à Odrin, dans l'Empire ottoman. En janvier 1878, en pleine guerre russo-turque, Hovhannès Savadjian était opérateur télégraphique militaire à la station de Pazardjik. Lors de son retrait de Pazardjik, le commandant des troupes ottomanes, Süleyman Pacha, demanda au sultan et à la Sublime Porte de Constantinople l'autorisation de massacrer la population et d'incendier la ville.
Le gouvernement turc donna à Süleyman une réponse positive, mais Hovhannès Savadjian, en service au poste télégraphique, décida de désobéir à ses ordres en modifiant le texte du télégramme et le transmit, déchiffré dans le sens exactement opposé, au pacha, qui ne comprenait pas le morse, et sauva ainsi la ville du massacre. Après la libération de Pazardjik, Hovhannès Savadjian en devint maire, avant d'obtenir le poste de commandant de la station télégraphique,.
Il mourut en 1906 à Svogué. Le 14 janvier 1986, ses ossements ont été transférés dans l'allée des héros, dans le parc du cimetière de Pazardjik. Le 29 juin 2001, le conseil municipal de la ville le déclara officiellement citoyen d'honneur de la ville, à titre posthume,.